# Ancash (regiune)
Regiunea Ancash (în spaniolă Departamento de Áncash) este o regiune situată în partea de vest a statului Peru, care se învecinează cu Oceanul Pacific în partea de vest, cu regiunile La Libertad la nord, cu Huánuco la est și cu Lima la sud. Capitala regiunii este orașul Huaraz. Codul UBIGEO al regiunii este 02.

## Diviziune teritorială

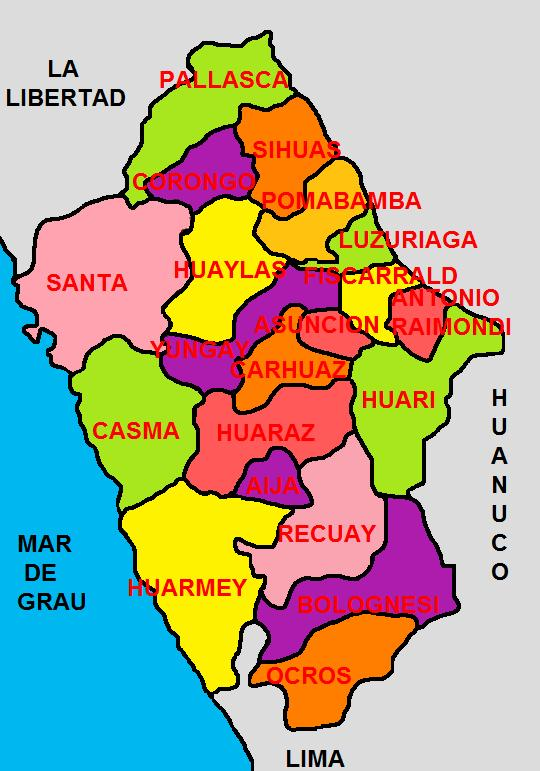
Provinciile din regiunea Amazonas

Regiunea este divizată în 20 de provincii (provincias, singular: provincia), compuse din 166 districte (distritos, singular: distrito):
| Provincie             | Capitală   | Districte |
| --------------------- | ---------- | --------- |
| Aija                  | Aija       | 5         |
| Antonio Raymondi      | Llamellín  | 6         |
| Asunción              | Chacas     | 2         |
| Bolognesi             | Chiquián   | 15        |
| Carhuaz               | Carhuaz    | 11        |
| Carlos F. Fitzcarrald | San Luis   | 3         |
| Casma                 | Casma      | 4         |
| Corongo               | Corongo    | 7         |
| Huaraz                | Huaraz     | 12        |
| Huari                 | Huari      | 16        |
| Huarmey               | Huarmey    | 5         |
| Huaylas               | Caraz      | 10        |
| Mariscal Luzuriaga    | Piscobamba | 8         |
| Ocros                 | Ocros      | 10        |
| Pallasca              | Cabana     | 11        |
| Pomabamba             | Pomabamba  | 4         |
| Recuay                | Recuay     | 10        |
| Santa                 | Chimbote   | 9         |
| Sihuas                | Sihuas     | 10        |
| Yungay                | Yungay     | 8         |